# Parviz Hadi
Parviz Khodavirdi Hadi Basmanj (in persiano پرویز هادی باسمنج‎; Basmenj, 16 novembre 1987) è un lottatore iraniano specializzato nella lotta libera.

## Palmarès
- Mondiali

Budapest 2018: bronzo nei 125 kg.
- Giochi asiatici

Incheon 2014: oro nei 125 kg.
Giacarta 2018: oro nei 125 kg.
- Campionati asiatici

Gumi 2012: oro nei 120 kg.
Nuova Delhi 2013: oro nei 120 kg.
Bangkok 2016: oro nei 125 kg.
Nuova Delhi 2020: bronzo nei 125 kg.
- Universiadi

Kazan' 2013: bronzo nei 120 kg.